# TNT Sports (Reino Unido)
TNT Sports (anteriormente BT Sport) es un grupo de canales de televisión por suscripción de temática deportiva proporcionados por una empresa conjunta entre BT Group y Warner Bros. Discovery en el Reino Unido e Irlanda que se lanzó el 1 de agosto de 2013. Los canales tienen su sede en el antiguo International Broadcast Centre en el Queen Elizabeth Olympic Park en Londres. BT Sport está disponible en las plataformas de televisión BT TV, Sky y Virgin Media en el Reino Unido y Sky, Eir TV y Vodafone TV en la República de Irlanda.
El canal posee los derechos de transmisión en vivo exclusivos en el Reino Unido y la República de Irlanda de 52 partidos de la Premier League por temporada, la UEFA Champions League,  UEFA Europa League, UEFA Conference League, la UFC, National League, Serie A, European Rugby Challenge Cup, la Premiership Rugby Cup, MotoGP, Liga Mundial de Hockey y FIH. También son el socio de transmisión oficial de la Copa de Campeones Europeos de Rugby y la Premiership Rugby. La cadena también posee los derechos compartidos de la Scottish Professional Football League con Sky Sports y BBC Alba.
En mayo de 2022, BT Group anunció que BT Sport comenzaría a ser parte de una empresa conjunta 50/50 con Warner Bros. Discovery, quien lo cambiaría de nombre posteriormente a TNT Sports y lo combinaría paulatinamente con sus redes deportivas Eurosport.

## Historia

### Acuerdo con la Premier League (su lanzamiento)
La noticia de la primera incursión de BT en la transmisión de deportes se produjo por primera vez el 12 de junio de 2012, cuando se anunció que habían ganado los derechos de 38 partidos en directo de la Premier League  durante tres temporadas desde la temporada 2013-14, superando a ESPN UK, que había tenido la derechos compartidos con Sky Sports la temporada anterior. BT anunció al mismo tiempo que lanzaría su propio canal para su nueva cobertura de fútbol. La noticia siguió a la especulación de que ESPN estaba reconsiderando su posición en el Reino Unido. En los meses siguientes, BT también ganó los derechos de la Premiership Rugby y su serie 7s asociada, y del fútbol de primera división estadounidense, brasileño, francés e italiano.
El 25 de febrero de 2013, BT anunció un acuerdo para adquirir los canales de televisión de ESPN en el Reino Unido e Irlanda, incluidas ESPN y el canal deportivo internacional ESPN America; este acuerdo otorgó a BT los derechos de la FA Cup a partir de LA 2013-14, la Bundesliga y la UEFA Europa League hasta 2015 y la Scottish Premier League hasta 2017, así como otros derechos de eventos internacionales con licencia a través de ESPN. No se reveló el valor del acuerdo, pero se entendió que BT estaba pagando "bajas decenas de millones". Se esperaba que el acuerdo se cerrara el 31 de julio y que BT operara al menos un canal con la marca ESPN como parte del servicio BT Sport.
BT hizo otros acuerdos de derechos notables antes del lanzamiento de BT Sport, incluidas las artes marciales mixtas de la UFC en un acuerdo de tres años y la  MotoGP empezando en 2014, najo un acuerdo de cinco años. En mayo de 2013, BT anunció que BT Sport se ofrecería de forma gratuita a sus suscriptores de Internet a través de streaming. El analista de medios Steve Hewlett sintió que la entrada de BT en el mercado deportivo fue un esfuerzo para ayudar a fortalecer su negocio de triple play y, en particular, para ayudar a retener los suscriptores de Internet perdidos por Sky (lo que él creía que resultaría en una pérdida financiera mayor que la que se mantendría). operando BT Sport).
BT Sport inició transmisiones el 1 de agosto de 2013. El 12 de agosto, BT informó que más de 1 000 000 de hogares se habían suscrito al servicio antes del inicio de la Premier League 2013-14, aunque admitió que la mayoría de ellos eran suscriptores de Internet de BT.
El 9 de noviembre de 2013, BT Sport anunció la adquisición de los derechos de la UEFA Champions League y la Europa League a partir de la 2015-16, en virtud de un contrato de tres años valorado en £ 897 millones, en sustitución de Sky e ITV. El servicio interactivo BT Sport Extra se lanzó en 2014. En enero de 2015, BT Sport renovó su acuerdo de licencia con ESPN International en virtud de un acuerdo de siete años, lo que le permite continuar operando una red con la marca ESPN como parte de BT Sport y mantener los derechos de programación original de ESPN y los derechos de transmisión de eventos que son distribuidos internacionalmente por ESPN.

### Trato con la UEFA (expansión)
El 9 de junio de 2015, BT Sport anunció que lanzaría un nuevo canal llamado BT Sport Europe, que transmitiría todos los partidos de la UEFA Champions League y la Europa League. Al mismo tiempo, se anunció que solo el canal BT Sport 1 sería gratuito para los suscriptores de Internet de BT, y que BT Sport 2, BT Sport ESPN y BT Sport Europe requerirían que los espectadores se suscribieran por £ 5 adicionales. BT también anunció un canal Freeview HD, BT Sport Showcase, que transmitiría 12 partidos de la Champions Legaue y 14 partidos de la Europa League por temporada en forma gratuita, incluido al menos un partido por ronda, cada equipo inglés presentado una vez, y las finales de ambos torneos.
BT Sport también anunció que lanzaría BT Sport Ultra HD, el primer canal de deportes 4K en el Reino Unido, el 2 de agosto para la Community Shield 2015. Inicialmente, el canal sería exclusivo de BT TV en BT Infinity, con un paquete de servicios 4K y un decodificador compatible con YouView. En 2016, BT Sport Europe fue rebautizado como BT Sport 3.
En 2017, BT Sport inició un acuerdo con el promotor de boxeo Frank Warren, en virtud del cual el canal BoxNation de Warren se distribuiría como parte del servicio BT Sport, y que BT Sport y BoxNation coproducirían 20 tarjetas por año, que se transmitirían los sábados por la noche y serían emitidas simultáneamente por ambas redes. En abril de 2018, BT Sport anunció un servicio de pago por evento llamado BT Sport Box Office, con la intención de transmitir eventos de boxeo prémium. El 2 de agosto de 2019, BT Sport relanzó su canal 4K como BT Sport Ultimate y comenzó a ofrecer sonido Dolby Atmos y alto rango dinámico en dispositivos compatibles.
El 20 de junio de 2019, BT Sport anunció un acuerdo para transmitir la programación y los eventos PPV de la  lucha libre profesional estadounidense WWE, poniendo fin a una relación con Sky Sports que se remonta al lanzamiento de la cadena en 1989.

### Empresa conjunta con Warner Bros. Discovery
En abril de 2021, se informó que BT Group estaba explorando la venta de la totalidad o parte de BT Sport para centrarse más en sus servicios de fibra óptica. Se rumoreaba que los pretendientes incluían a Amazon. (que es uno de los titulares de los derechos actuales de la Premier League en el Reino Unido), el servicio de streaming de deportes DAZN (que había vencido notablemente a Sky Italia por los derechos nacionales exclusivos de la Serie A) y el propietario de ESPN, Disney. Para septiembre de 2021, se informó que DAZN estaba en "conversaciones avanzadas" con BT. Sin embargo, en diciembre, se informó que las negociaciones se habían estancado y que Discovery Inc., propietaria del competidor Eurosport se preparaba para fusionarse con WarnerMedia para formar Warner Bros. Discovery, y estaba negociando una empresa conjunta con BT para combinar sus respectivas cadenas. En febrero de 2022, las dos empresas iniciaron negociaciones exclusivas.
El 11 de mayo de 2022, Warner Bros. Discovery EMEA anunció que había llegado a un acuerdo para combinar su negocio Eurosport UK con BT Sport en una empresa conjunta 50/50, en una transacción cuya finalización estaba prevista para finales de 2022 pendiente de aprobación de los reguladores y organismos deportivos. Según el acuerdo, WBD asumiría las operaciones de BT Sport y las fusionaría con Eurosport bajo una nueva marca en una fecha posterior. WBD pagará £93 millones a BT durante tres años; si se cumplen los objetivos de rendimiento, WBD pagará una bonificación de hasta £540 millones esterlinas. La compañía también tendrá la opción de comprar más participación de BT en la empresa. Como parte del acuerdo, BT acordó distribuir Discovery+, el servicio de streaming factual de Warner Bros. Discovery, que es la plataforma en la que se transmite Eurosport, sin cargo para la mayoría de los suscriptores de BT TV y aquellos que se suscriban a BT Sport a través de la compañía directamente.
El 22 de julio de 2022 la operación fue aprobada por la Autoridad de Competencia y Mercados (CMA) y la fusión se completó el 1 de septiembre. El 1 de agosto de 2022, BT Sport ESPN pasó a llamarse BT Sport 4, mientras que los canales temporales de BT Sport Extra pasaron a llamarse BT Sport 5 a 10.
El 21 de febrero de 2023, se anunció que BT Sport cambiaría su nombre a TNT Sports el 18 de julio de 2023, antes de la temporada de fútbol 2023-24; la marca se deriva del canal de televisión estadounidense TNT de WBD (que históricamente ha transmitido eventos deportivos como la NBA) y también ha sido utilizada por las redes deportivas de WBD en América Latina. Los canales de Eurosport UK se incorporarán a TNT Sports en una fecha posterior, que se espera que no sea antes de los Juegos Olímpicos de Verano de 2024. La nueva identidad de marca de la cadena fue desarrollada por DixonBaxi, utilizando un "visor" formado a partir de letras "T" rotadas como adorno visual y utilizando la "N" del logotipo como homófono de "y" para unir pares de conceptos (como fixtures). El nombre TNT ya estaba en uso en el Reino Unido antes de cambiar a TCM Movies, que cerraría en 2023.
En enero de 2025, WBD anunció que Eurosport cesaría sus emisiones en el Reino Unido e Irlanda el 28 de febrero, y que su contenido se incorporaría posteriormente a las plataformas de TNT Sports.

## Disponibilidad
En el Reino Unido, TNT Sports está disponible en definición estándar con todos los paquetes de BT TV para clientes de BT Broadband. El canal 4K TNT Sports Ultimate también está disponible para los clientes de BT Superfast Fiber por una tarifa adicional.TNT Sports opera seis canales adicionales a tiempo parcial, originalmente denominados BT Sport Extra, pero desde julio de 2023 como TNT Sports 5-10. Se transmiten a través del botón rojo en Sky y se muestran como canales individuales en las EPG de BT y Virgin Media.
En Sky, TNT Sports 1 solo se ofrece actualmente de forma gratuita a los suscriptores de banda ancha como 'TNT Sports Lite', independientemente de la suscripción que tengan. Plusnet TV también ofreció lo mismo hasta el 1 de noviembre de 2021, cuando se suspendió su marca de televisores.sin embargo, TNT Sports todavía está disponible para los clientes de Plusnet a través del servicio de la aplicación. Los clientes que deseen ver el resto de canales pueden suscribirse al 'TNT Sports Pack' en definición estándar o alta. BT también proporciona a los suscriptores de banda ancha acceso a los canales a través de la aplicación Discovery+.
Los clientes de Virgin Media reciben TNT Sports 1, 2, 3, 4 y Ultimate como parte de su paquete "Full House", sin embargo, no recibían AMC de BT.
Los clientes de TalkTalk TV se suscribieron al TNT Sports Pack para recibir toda la gama de canales.
Además, los clientes de Freeview HD recibieron BT Sport Showcase y los clientes de Virgin Media recibieron BT Sport Free. Estos cerraron el 30 de junio de 2018.
El 4 de diciembre de 2018, las versiones SD de BT Sport y BT Sport ESPN dejaron de transmitirse en Virgin Media.
El 6 de febrero de 2019, BT Sport lanzó la aplicación para Xbox One. Posteriormente se lanzó para PlayStation 4 el 31 de mayo de 2019.El 8 de septiembre de 2020, BT Sport también se lanzó en Fire TV, Android TV y Roku TV.El 18 de julio de 2023, tras el cambio de marca a TNT Sports, los canales empezaron a estar disponibles en el servicio Discovery+ para los espectadores del Reino Unido, y la aplicación BT Sport se suspendió en todas las plataformas a partir del 12 de octubre de 2023.